# Віндельн (комуна)
Комуна Віндельн (швед. Vindelns kommun) — адміністративно-територіальна одиниця місцевого самоврядування, що розташована в лені Вестерботтен у північній Швеції.
Віндельн 33-я за величиною території комуна Швеції. Адміністративний центр комуни — місто Віндельн.

## Населення
Населення становить 5 381 чоловік (станом на вересень 2012 року). 
| Кількість населення комуни Віндельн за 1970-2010 роки | Кількість населення комуни Віндельн за 1970-2010 роки | Кількість населення комуни Віндельн за 1970-2010 роки | Кількість населення комуни Віндельн за 1970-2010 роки | Кількість населення комуни Віндельн за 1970-2010 роки |
| ----------------------------------------------------- | ----------------------------------------------------- | ----------------------------------------------------- | ----------------------------------------------------- | ----------------------------------------------------- |
| Рік                                                   |                                                       |                                                       | Населення                                             |                                                       |
| 1970                                                  | 1970                                                  |                                                       | 7 621                                                 | 7 621                                                 |
| 1975                                                  | 1975                                                  |                                                       | 7 153                                                 | 7 153                                                 |
| 1980                                                  | 1980                                                  |                                                       | 7 101                                                 | 7 101                                                 |
| 1985                                                  | 1985                                                  |                                                       | 6 636                                                 | 6 636                                                 |
| 1990                                                  | 1990                                                  |                                                       | 6 661                                                 | 6 661                                                 |
| 1995                                                  | 1995                                                  |                                                       | 6 451                                                 | 6 451                                                 |
| 2000                                                  | 2000                                                  |                                                       | 6 074                                                 | 6 074                                                 |
| 2005                                                  | 2005                                                  |                                                       | 5 752                                                 | 5 752                                                 |
| 2010                                                  | 2010                                                  |                                                       | 5 507                                                 | 5 507                                                 |
| Джерело: SCB                                          |                                                       |                                                       |                                                       |                                                       |

## Населені пункти
Комуні підпорядковано 5 міських поселень (tätort) та низка сільських, більші з яких:
- Віндельн (Vindeln)
- Гелльнес (Hällnäs)
- Тверолунд (Tvärålund)
- Ґране (Granö)
- Омселе (Åmsele)
- Стрикселе (Strycksele)
- Шівше (Skivsjö)
- Юкен (Hjuken)
- Теґснесет (Tegsnäset)

## Галерея

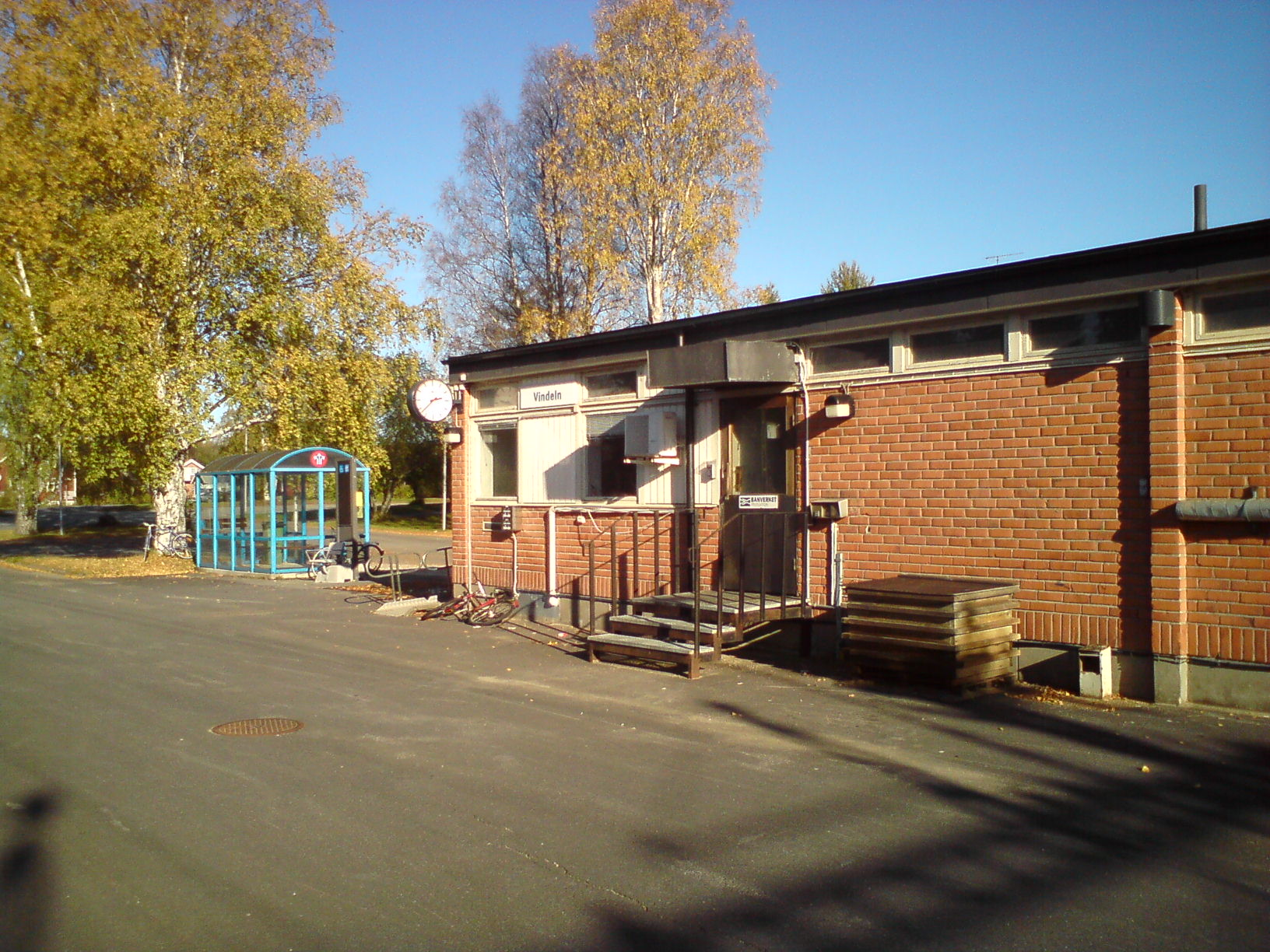
Залізнична станція Віндельн
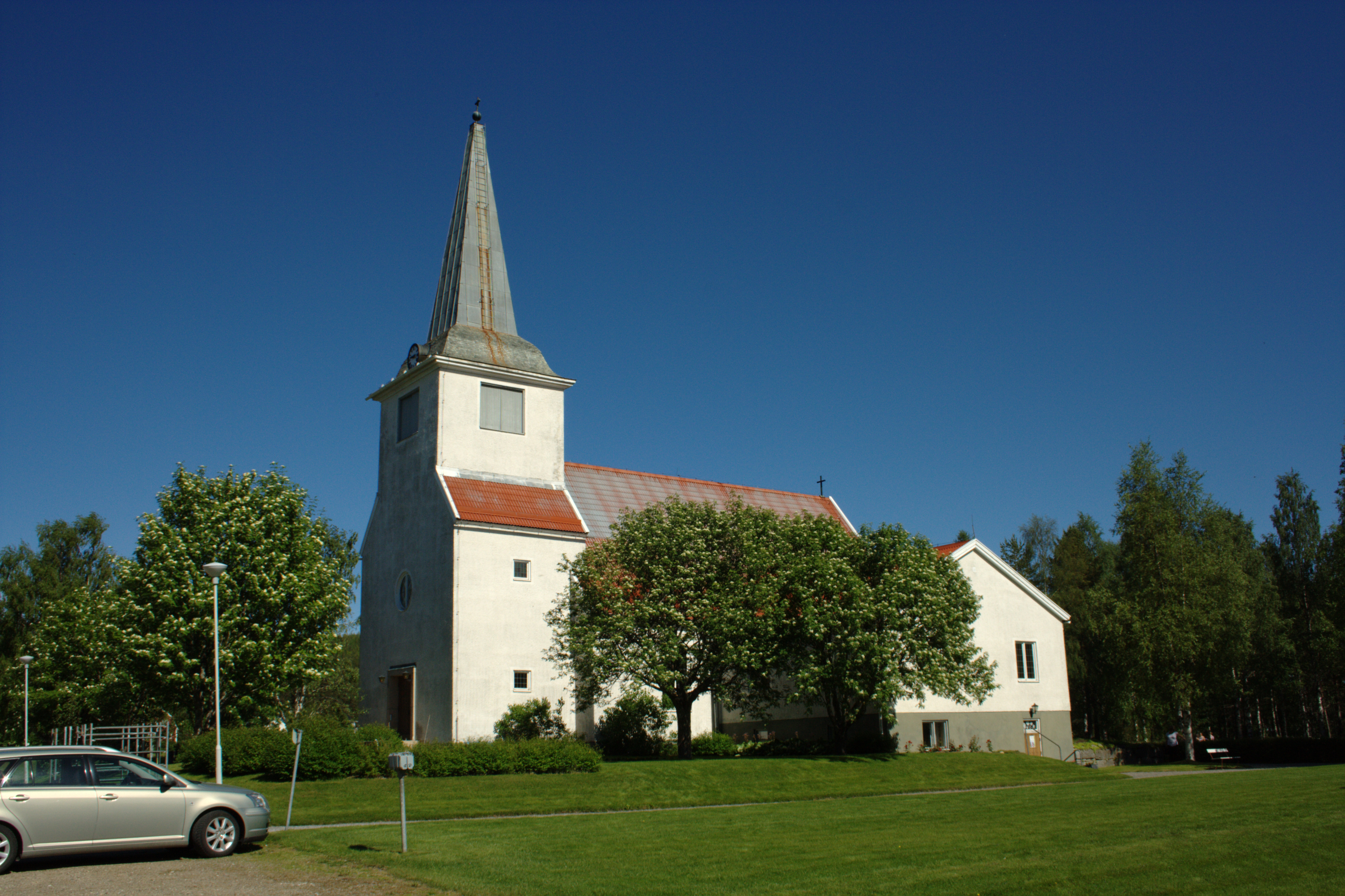
Церква (Ґране)
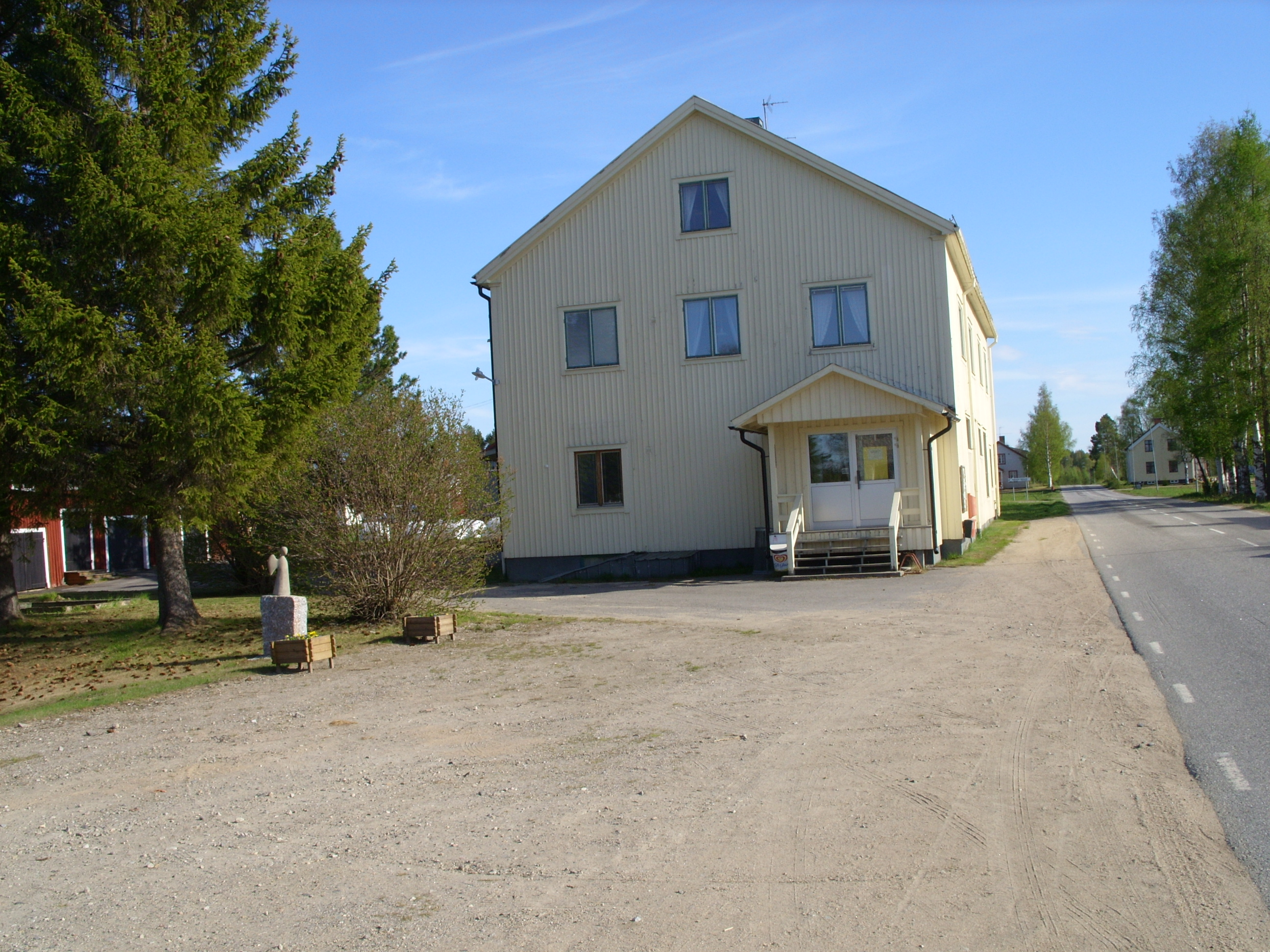
Містечко Омселе
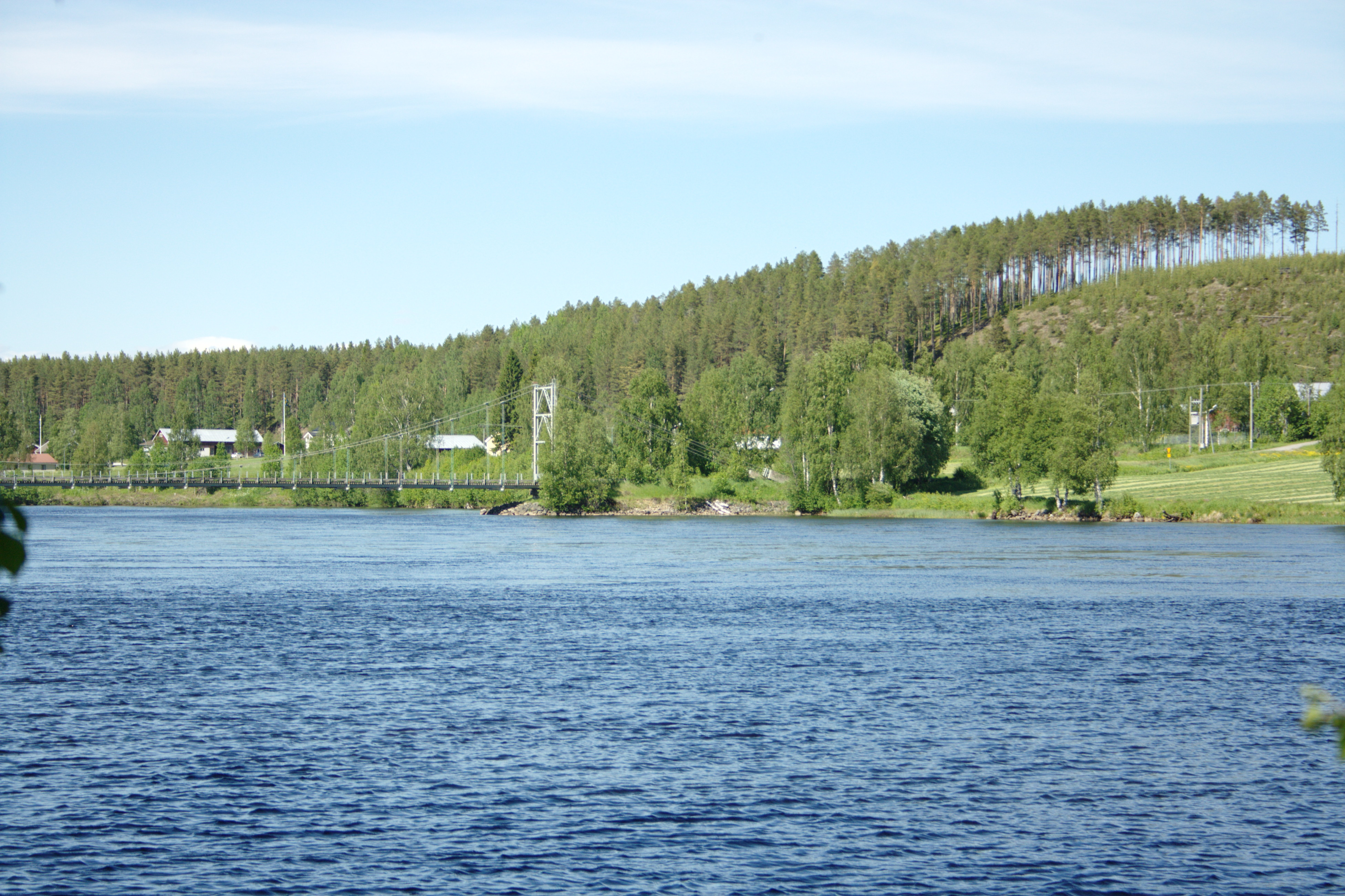
Міст через Умеельвен

## Виноски
1. ↑  https://www.vindeln.se/?id=3649
2. ↑  https://www.vindeln.se/?id=1055
3. ↑  https://www.vk.se/2014-11-17/s-tar-over-alla-tunga-poster
4. ↑  https://sverigesradio.se/artikel/4023151
5. ↑  https://www.svt.se/nyheter/val2018/kommunalradet-i-vindeln-det-ar-en-ny-verklighet
6. ↑  (unspecified title)
7. ↑  (unspecified title)
8. ↑  (unspecified title) — 1979. — ISBN 91-38-04622-9
9. ↑  (unspecified title) — 1977. — ISBN 91-38-03338-0
10. ↑  (unspecified title) — 1981. — ISBN 91-38-06008-6
11. ↑  (unspecified title) — 1980. — ISBN 91-38-05350-0
12. ↑  (unspecified title) — 1982. — ISBN 91-38-06730-7
13. ↑  (unspecified title) — 1985. — ISBN 91-38-90564-7
14. ↑  (unspecified title) — 1983. — ISBN 91-38-07157-6
15. ↑  (unspecified title) — 1986. — ISBN 91-38-08944-0
16. ↑  Sveriges statskalender — Stockholm: 1988. — 909 с. — ISBN 91-38-09927-6
17. ↑  (unspecified title) — ISBN 91-38-12291-X
18. ↑  (unspecified title) — 1989. — ISBN 91-38-12173-5
19. ↑  (unspecified title) — 1997. — ISBN 91-38-30973-4
20. ↑  (unspecified title) — 1998. — ISBN 91-38-31311-1
21. ↑  Folkmangd i riket, lan och kommuner (шв.) . Центральне бюро статистики Швеції. Архів оригіналу за 20 серпня 2013. Процитовано 12 лютого 2013.